# Groß Miltzow
Groß Miltzow är en kommun och ort i Landkreis Mecklenburgische Seenplatte i förbundslandet Mecklenburg-Vorpommern i Tyskland.
Kommunen ingår i kommunalförbundet Amt Woldegk tillsammans med kommunerna Kublank, Neetzka, Schönbeck, Schönhausen, Voigtsdorf och Woldegk.